# Дарбенайское староство
Дарбе́найское староство (лит. Darbėnų seniūnija) — одно из 8 староств Кретингского района, Клайпедского уезда Литвы. Административный центр — местечко Дарбенай.

## География
Расположено на западе Литвы, в Приморской низменности недалеко от побережья Балтийского моря, занимает две трети северной части Кретингского района.
Граничит с Кретингским староством на юге, Кулупенайским — на юго-востоке, Имбарским — на востоке, Палангским самоуправлением — на западе, Скуодасским районом — на севере, и Руцавской волостью Руцавского края Латвии — на северо-западе.
По территории староства протекают следующие реки: Швянтойи, Дарба, Дубупис и др.

## Население
Дарбенайское староство включает в себя местечко Дарбенай и 63 деревни.